# Scott Moir
Scott Moir, född 2 september 1987, är en kanadensisk konståkare som tillsammans med Tessa Virtue blev olympisk mästare i isdans 2010. Han och Virtue ingick också i det kanadensiska lag som blev olympiska mästare i lagtävlingen vid olympiska vinterspelen 2018.
Moir deltog även vid olympiska vinterspelen 2014 där han vann två silvermedaljer, den ena i lagtävlingen och den andra i isdans med Virtue.
Virtue och Moir blev världsmästare i isdans 2017.